# دوناآلماش

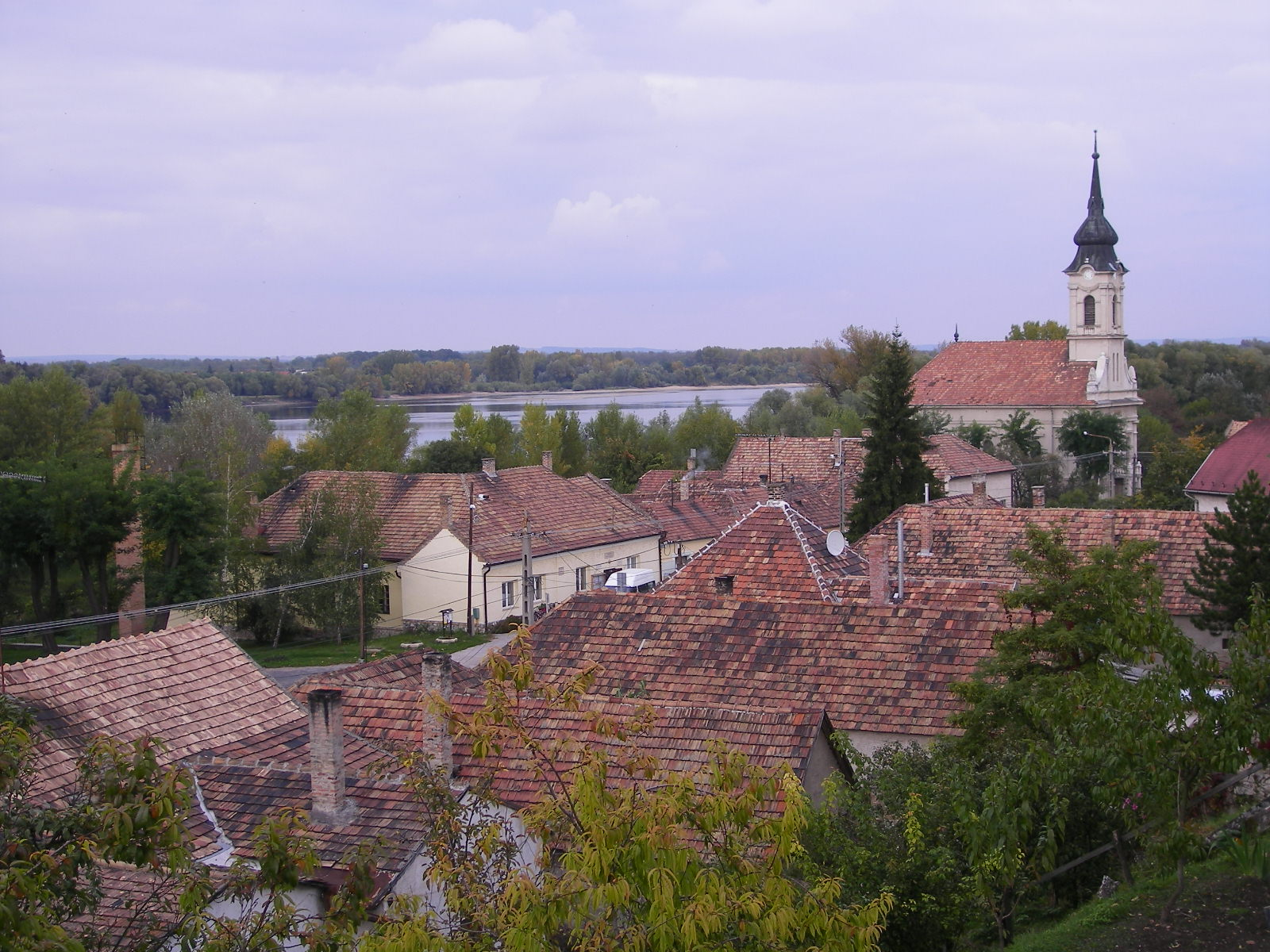
شهرداریی در مجارستان

دوناآلماش (به مجاری:  Dunaalmás) یک شهرداری در مجارستان است که در ناحیه تاتا واقع شده‌است. دوناآلماش ۱۴٫۷۷ کیلومتر مربع مساحت و ۱٬۶۶۱ نفر جمعیت دارد.